# The Thirteenth Year
The Thirteenth Year (titulada Tritón por accidente en Hispanoamérica y Cumpleaños mutante en España) es una Película Original de Disney Channel transmitida por primera vez en Estados Unidos el 15 de mayo de 1999, por Disney Channel. Fue dirigida por Duwayne Dunham y protagonizada por Chez Starbuck.

## Argumento
Cody Griffin es un chico adoptado; su madre biológica es una sirena que lo dejó en el bote de Whit y Sharon Griffin cuando era un bebé para evitar ser capturado. Cuando se fue, atrajo a un pescador, Big John Wheatley, y desde entonces se obsesionó con encontrar sirenas. Años más tarde, Cody se establece como un nadador rápido en el equipo de natación de su escuela y tiene una novia llamada Samantha. Está bajo mucha presión por una gran competencia de natación que se avecina y debido a que está reprobando biología, se asocia con Jess Wheatley, el geek de la clase (e hijo de Big John) que es un experto en biología marina.
En su cumpleaños, Cody bebe mucha agua y luego sacude a Samantha con una descarga eléctrica cuando la besa. Desde ese día, comienza a sentirse extraño. Cuando se despierta por la mañana, apaga el despertador y lo activa. Ignorándolo, Cody bebe de un recipiente de leche, que nota que está pegado a su mano. Jess nota que se forman escamas en la mano de Cody y dice que solo ha visto ese tipo de cosas en ranas y lagartijas. A medida que los síntomas empeoran, Cody acude a Jess en busca de ayuda, quien accede a averiguar qué le sucede siempre que Cody le enseñe a nadar a cambio. Jess realiza varias pruebas y descubre que Cody puede generar electricidad, aguantar la respiración bajo el agua durante un largo período de tiempo, escalar paredes, hablar con los peces, nadar extremadamente rápido y, cuando está mojado, aparecen escamas en sus manos, brazos y pies. Jess concluye que Cody se está convirtiendo en un tritón.
Una vez que sus padres adoptivos se enteran de los cambios de Cody, le aconsejan que evite el agua a toda costa. Eso incluye participar en la competencia de natación. Cody decide nadar en el mar un día después y descubre que le habían salido aletas irregulares en los brazos, que logra esconder de Samantha colocando los brazos en la arena. A pesar de los riesgos, asiste a la competencia de natación de todos modos y no solo gana y vence a su compañero de equipo Sean, sino que rompe el récord estatal de velocidad. Sin embargo, las escamas y las aletas de los brazos de Cody han reaparecido, y provoca una oleada de energía para huir, rompiendo el marcador. Sean ve las balanzas y supone que Cody engañó, siguiendo a Cody que huía al vestuario. Cody lo evita pegándose al techo, pero Sean afirma que está decidido a descubrir cómo hizo trampa Cody. Cody logra salir sano y salvo de la escuela y se va a casa con sus padres después de que descubren que no estaba en su habitación. De vuelta a casa, todos intentan que Cody vuelva a la normalidad secándolo, pero las escamas duran más ahora.
Cody intenta calmar a sus padres diciendo que nadie vio sus escamas, pero Jess aparece y les dice que vio todo y que la gente habla de que Cody ganó la carrera y se fue corriendo. Samantha llega poco después, pero se desmaya al ver las escamas de Cody. Cuando despierta, está asustada. Cody le dice que se está convirtiendo en un tritón pero que sigue siendo el mismo y que no debe tener miedo. Si bien juró guardar el secreto por la seguridad de Cody, Samantha está perturbada por el descubrimiento y se va. La noche siguiente, Cody se da un baño y conoce a su madre sirena; sin embargo, Big John, el pescador obsesionado, los ve y interrumpe la reunión, lo que obliga a los dos a retirarse en direcciones opuestas.
Al día siguiente, Cody se encuentra con Samantha en la playa. Ella se disculpa y se besan. Cody luego entra al agua con ella, diciendo que hay algo que quiere mostrarle. Con Samantha en la mano, pronto aparece la madre sirena de Cody; sin embargo, Cody de repente jadea de dolor y se tambalea hacia la orilla. Retorciéndose en el suelo, le dice a Samantha que busque a sus padres. Después de que ella se va, Cody está en estado de shock al ver cómo su pie izquierdo se transforma en una aleta y le crecen escamas en la pierna. Pensando que Samantha regresó, Cody se sorprende cuando alguien más está allí y lo cubre con una manta.
Jess baja a donde estaba Cody pero ve que se ha ido. Luego ve el bote de su padre y entra en pánico porque su padre había visto los brazos de Cody en la competencia de natación. En la cubierta del bote, Cody se está secando y rascando sus escamas, rogando que lo metan al agua, pero Big John le tira agua de mar en su lugar. Su plan es usar a Cody para atraer a su madre y demostrar que no está loco por creer en las sirenas. Su plan funciona cuando ve a la madre de Cody siguiendo el bote. Jess sube a bordo del bote y quita la manta, revelando las piernas de Cody, que se han transformado en aletas. Cody le pide ayuda en el agua. A pesar de intentar advertir a la sirena que se aleje, Cody y Jess no pueden evitar que una red de pesca la atrape. Cody le pide a Jess que ayude a su madre, por lo que toma un cuchillo y salta al agua para cortar la red. Libera a la sirena, pero su pierna queda atrapada en la red, tirando de él hacia abajo. Jess se desmaya, pero Cody salta y lo lleva al muelle donde están el padre de Jess, los padres de Cody y Samantha. Samantha realiza RCP, pero no tiene éxito. Cody decide electrocutar el corazón de Jess, lo que logra que Jess recupere la conciencia.
La madre sirena de Cody aparece de nuevo y lo observa a él y a su familia desde lejos. Cody explica que quiere que él vaya con ella porque ella es la única que puede ayudarlo con sus cambios. Sharon no quiere que se vaya, pero él le señala que es su hijo, pero es más que eso, muestra sus aletas, que casi se ha convertido en un tritón completo. La sirena telepáticamente promete enviar a Cody de regreso antes de que comience la escuela y los padres de Cody lo dejan irse. Jess le pide a Cody que le cuente a él y a su padre sobre la vida acuática que ve, y Samantha le hace prometer a Cody que no la traicionará enamorándose de las sirenas. Después de despedirse, Cody y su madre se reúnen y Cody se transforma por completo en un tritón. Nadan hacia una vida debajo de la superficie.

## Reparto
- Chez Starbuck - Cody Griffin
- Bridget & Kendra Byrd - Cody de bebé
- Justin Jon Ross - Jess Wheatley
- Courtnee Draper - Sam
- Brent Briscoe - Gran John Wheatley
- Tim Redwine - Sean Marshall
- Dave Coulier - Whit Griffin
- Lisa Stahl - Sharon Griffin
- Brian Haley - Entrenador
- Kristen Stewart - Chica en la línea de la fuente (no acreditada)
- HBHS Marching Band - Banda de fondo
- Stephanie Chantel Durelli - Sirena

## Producción
La película fue rodada en 1998. Las escenas en el océano fueron filmadas anticipadamente en las comunidades de Newport Beach de la Península de Balboa y Corona del Mar.